# Текеев, Иманбек
Иманбек Текеев (1898, Дён-Талаа, Семиреченская область — неизвестно) — киргизский юрист, председатель Главного суда Киргизской АССР (1927).

## Биография
Иманбек Текеев родился в 1896 году в аиле Дён-Талаа (ныне — Тонский район Иссык-Кульской области).
В 1916 году окончил Каракольское четырехклассное училище, высшее начальное училище. Затем работал переводчиком в Совете солдатских и крестьянских депутатов в г. Фергане, уполномоченным в Семиреченской обл ЧК г. Алматы, уполномоченным Политбюро в Нарыне. В 1926 году одним из первых в Кыргызстане окончил юридические курсы в г. Казане, затем проходил учебу в Москве.
В 1925—1927 годах являлся прокурором по Каракольскому уезду, обл прокурора по Ошскому и Джалал-Абадскому округам, затем — областной прокурор Фрунзенского кантона, председатель Киргизского областного суда, а в 1927 году стал первым председателем Главного (будущего Верховного) суда Кыргызской АССР.
Некоторое время занимал должности первого секретаря Мургабского районного комитета ВКП(б), заместителя председателя исполнительного комитета Кок-Ташского районного Совета. Был соратником Я. Логвиненко, Ж. Абдырахманова, Ибраимова, М. Фрунзе и многих других видных деятелей того времени.
В 1938 году был приговорен к расстрелу. Но в 1943 году его встречают в госпитале под Ленинградом: он служил во штрафном батальоне и был ранен. Дальнейшая судьба Иманбека Текеева неизвестна.
В августе 1956 года Верховным судом Кыргызской Республики приговор был отменен, и дело прекратили по причине недоказанности предъявленного обвинения.

## Примечание
1. ↑  ТЕКЕЕВ Иманбек | ЦентрАзия. centrasia.org. Дата обращения: 14 августа 2023. Архивировано 24 августа 2018 года.